# Lower Cove
Lower Cove est une petite communauté, située sur la péninsule de Port-au-Port de l'Île de Terre-Neuve, dans la province de Terre-Neuve-et-Labrador, au Canada. Avec Ship Cove et Jerry's Nose, elles forment la localité désignée de Ship Cove-Lower Cove-Jerry's Nose, dont la population s'élevait à 340 habitants en 2006.